# Isle of Mull
Die Isle of Mull (Ausspracheⓘ) (kurz auch Mull; schottisch-gälisch Eilean Muile oder Muileⓘ) ist eine Insel der Inneren Hebriden vor der Nordwestküste Schottlands, die zur Council Area Argyll and Bute gehört.

## Geografie
Die höchste Erhebung der Insel ist der 966 Meter hohe Ben More. Das Zentrum der Insel ist Tobermory mit 954 Einwohnern (Volkszählung 2011). Insgesamt lebten 2011 auf der Insel 2800 Personen.

### Geologie

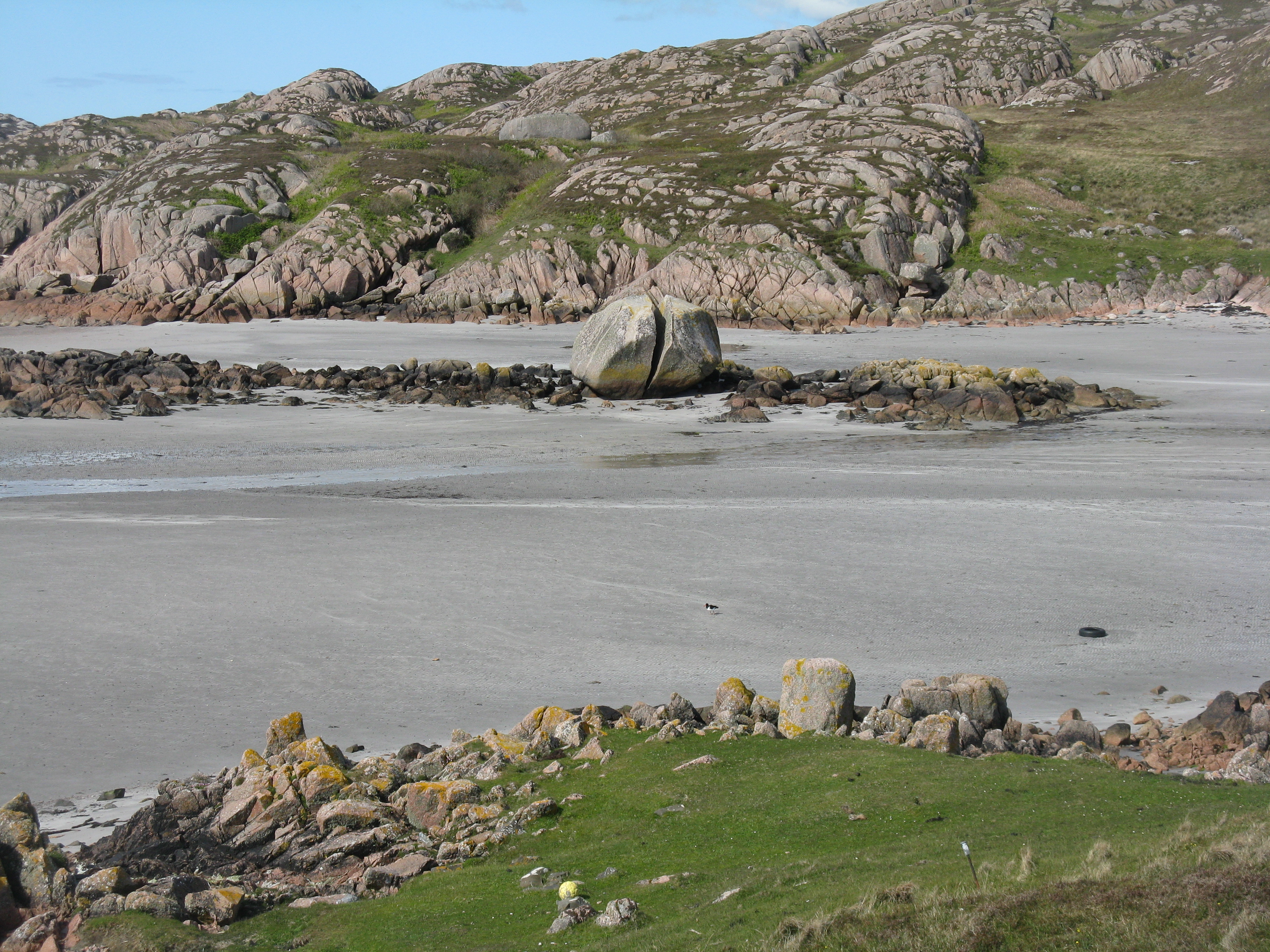
Apex Rock von Fionnphort – Spaltfelsen

Die Insel ist das Resultat der Erosion der letzten 30 bis 40 Millionen Jahre. Sie besteht größtenteils aus Basalt. Vor allem an der Südküste bildet er steile Klippen, durch Erosion entstanden die Carsaig Arches (Felsentore).
Das Alumosilikat Mullit, ein wichtiger Rohstoff in der Keramikindustrie, wurde nach der Insel Mull benannt, da das Mineral 1924 hier entdeckt wurde.

## Geschichte

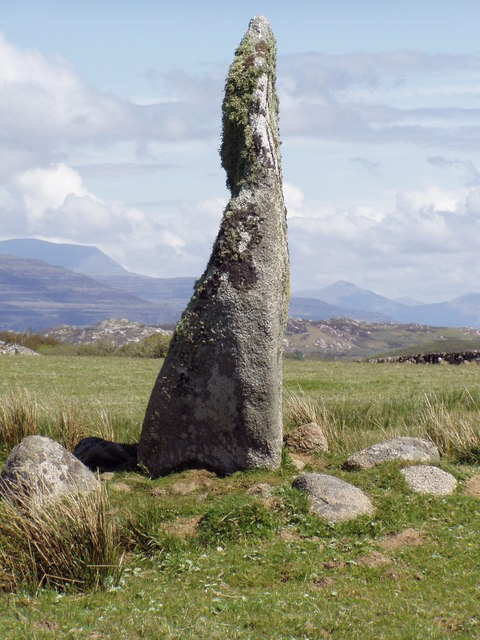
Menhir Poit na h-I

Mikrolithen belegen, dass Mull seit etwa 6000 v. Chr. (Mesolithikum) besiedelt war. Während der Stein- oder Bronzezeit erbauten die Bewohner unter anderem die Steinforts Dun Ara und An Sean Dun, Steinkreise (Steinkreis von Loch Buie), Steinreihen (Baliscate) und errichteten mehr als ein Dutzend Cairns (Port Donian) und Menhire (Glengorm, Poit na h-I). In der Eisenzeit entstanden zwei Brochs. Später folgten die Burgen und Schlösser Aros Castle, Ardtornish Castle, Calgary Castle, Duart Castle, Glengorm Castle, Moy Castle und Torosay Castle.
Im 14. Jahrhundert wurde Mull ein Teil der Lordship of the Isles. Nach dem Zusammenbruch der Lordship im Jahre 1493 wurde die Herrschaft der Insel durch den Clan der MacLean, die in Duart Castle residierten, übernommen. 1681 wurde er vom Clan der Campbells abgelöst. Während der Clearances im 18. und 19. Jahrhundert sank die Zahl der Bewohner von 10.000 auf unter 4.000.
Nach der kleinen Ortschaft Bunessan an der Westküste der Insel wurde die Melodie eines gälischen Weihnachtslieds (Leanabh an àigh – „Kind in der Wiege“) benannt, das von Mary MacDonald (1789–1872, aus Ardtun auf der Isle of Mull) geschrieben wurde und später in einer Fassung von 1971 durch Cat Stevens als Morning Has Broken weltberühmt wurde.

## Infrastruktur
Inzwischen ist Mull eine touristisch gut erschlossene Insel und eine Zwischenstation für zahlreiche Pilger, die über Mull nach Iona gelangen. Von den Fährhäfen in Tobermory, Craignure und Fishnish fahren Linienbusse über die Insel bis nach Fionnphort, dem zweitgrößten Ort, dem Fährhafen nach Iona an der Westküste. Die Straßen sind meist einspurige Single track roads. Mit der A848 auf den ersten Kilometern zwischen Tobermory und Salen  sowie der A849 zwischen Salen und Craignure sind die beiden wichtigsten Hauptstraßen der Insel überwiegend zweispurig ausgebaut.
Mull ist mit den Fähren von CalMac Ferries von Oban, Lochaline und Ardnamurchan aus zu erreichen. Von Mull aus verkehren Fähren nach Iona und Ausflugsboote zu der kleinen Insel Staffa. Von 1983 bis 2010 war die Miniatureisenbahn Isle of Mull Railway zwischen Craignure und Torosay Castle in Betrieb.

## Wirtschaft
Überregional bekannt ist die Whiskybrennerei Tobermory Distillery, die 1798 gegründet wurde. Sie wurde im Laufe der Zeit mehrfach umbenannt, geschlossen und wiedereröffnet. 1983 wurde sie von Burn Stewart Distillers Ltd. übernommen und arbeitet seitdem kontinuierlich. Sie produziert Whiskys unter den Marken Tobermory und Ledaig. Whiskys der Marke Ledaig sind getorft und haben dementsprechend ein sehr rauchiges Aroma, der Tobermory dagegen ist ungetorft.

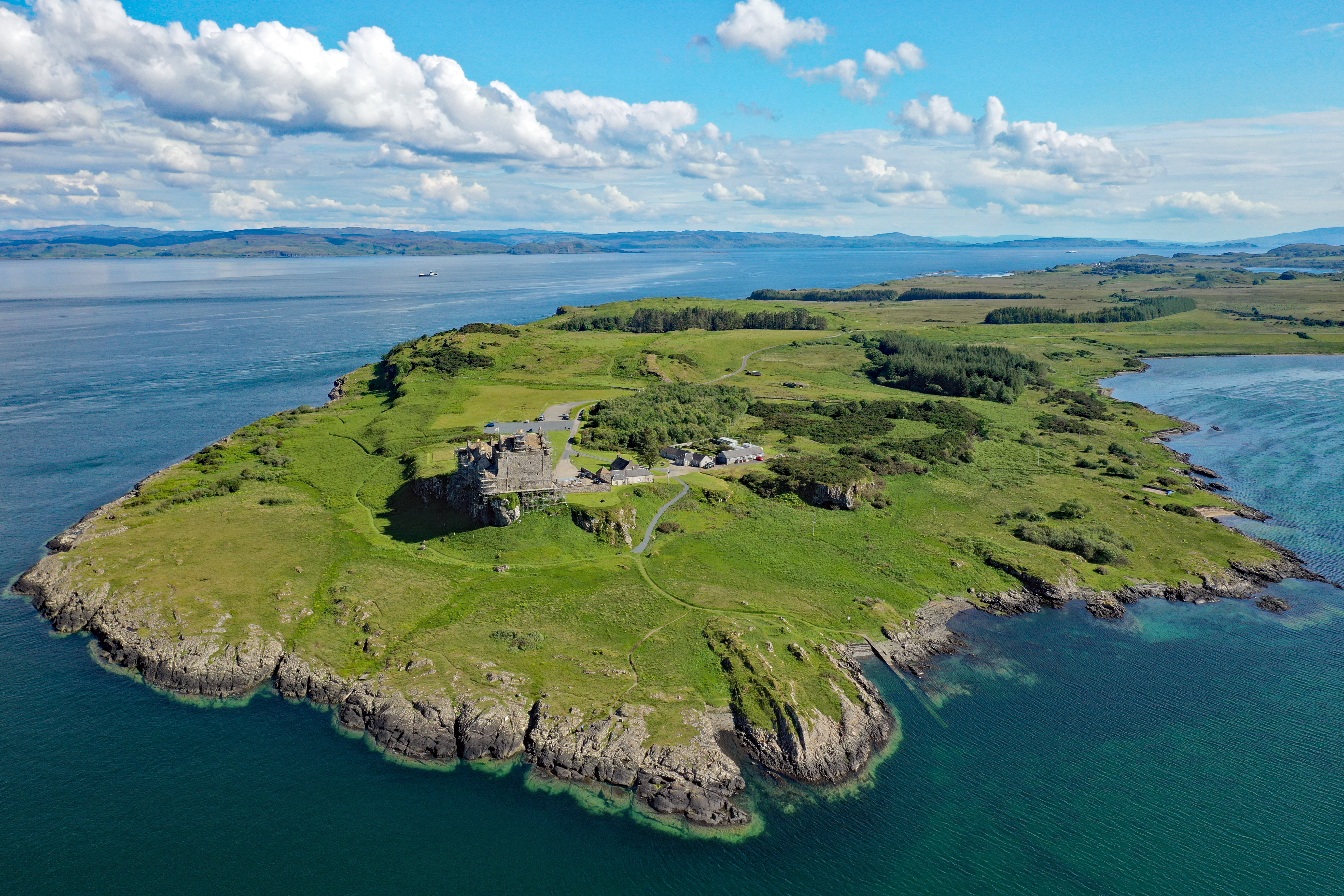
Duart Castle aus der Luft

## Hier geborene Persönlichkeiten
- Lachlan Macquarie (1762–1824), Gouverneur der britischen Kolonie New South Wales
- Mary MacDonald (Màiri Dhòmhnallach in Schottisch-Gälisch, 1789–1872) aus Ardtun an der Westküste, komponierte die Melodie „Bunessan“, die als Grundlage des Lieds „Morning Has Broken“ von Cat Stevens diente[3].
- Flora Philip (1865–1943), schottische Mathematikerin